# Rebild 1941
Rebild 1941 er en dansk stumfilm med dokumentariske optagelser fra 1941 af årets Rebildfest. 

## Handling
Optagelser af folk, der ankommer til Rebild Festen med toget til Skørping Station. Massevis af mennesker på bakkerne i Rebild. Der holdes taler fra talerstolen og folkedansere underholder. Kong Christian 10. er hædersgæsten.

## Medvirkende
- Kong Christian X